# Sylvia Schlettwein
Sylvia Schlettwein (sinh năm 1975) là một nhà văn, giáo viên, dịch giả và nhà phê bình văn học người Namibia. Cô hiện là Trưởng phòng Ngôn ngữ và Truyền thông tại Đại học Quản lý Quốc tế tại thủ đô Windhoek.
Schlettwein được sinh ra ở Omaruru. Ấn phẩm của cô là Bullies, Beasts and Beauties, là một tập truyện ngắn đồng tác giả với Isabella Morris. Cô đã nhận được một giải thưởng Highly Commended trong cuộc thi Commonwealth Truyện ngắn năm 2010 cho câu chuyện của cô "Framing the Nation" và đã được lựa chọn cho năm 2011 FEMRITE Residency cho nhà văn nữ gốc Phi ở Kampala, Uganda. Năm 2012 cô tham dự Kwani? Litfest trong khuôn khổ Chương trình Châu Phi di chuyển của Viện Goethe.
Serubiri Moses nêu bật một loại khuynh hướng nữ quyền cá nhân trong câu chuyện "Mẹ của Quái thú", từ tuyển tập Triệu tập các cơn mưa, khi ông nói "Nó bị xoắn theo cách đặt chủ nghĩa cá nhân lên hàng đầu mà không có vẻ quá thô thiển hay quá thô thiển Mọi người dường như cố gắng, nhưng cuối cùng lại bỏ cuộc. Cô lần lượt bị bỏ lại một mình trong cảnh cuối cùng với bộ lông chó rừng quấn quanh vai, thất bại trong cuộc sống gia đình hay cuộc sống công việc, bị bỏ rơi, ảm đạm và bị bỏ rơi. " 